# Hannah Midtbøová
Hannah Midtbøová (* 18. září 1990 Norsko) je norská reprezentantka ve sportovním lezení, v roce 2008 získala bronz na mistrovství Evropy v boulderingu, na Evropském poháru juniorů 2009 byla druhá v lezení na obtížnost.

## Výkony a ocenění

### Závodní výsledky
| Mistrovství světa | Mistrovství světa | Mistrovství světa | Mistrovství světa | Mistrovství světa | Mistrovství světa |
| Rok               | 2007              | 2009              | 2012              | 2014              | 2016              |
| ----------------- | ----------------- | ----------------- | ----------------- | ----------------- | ----------------- |
| Obtížnost         | 36                | 35                | 46                | —                 | —                 |
| Bouldering        | 25-26             | 25-26             | 16                | 25-26             | 12                |

| Světový pohár | Světový pohár | Světový pohár | Světový pohár | Světový pohár | Světový pohár   | Světový pohár | Světový pohár | Světový pohár | Světový pohár | Světový pohár |
| Rok           | 2006          | 2007          | 2008          | 2009          | 2010            | 2012          | 2014          | 2015          | 2016          | 2017          |
| ------------- | ------------- | ------------- | ------------- | ------------- | --------------- | ------------- | ------------- | ------------- | ------------- | ------------- |
| Obtížnost     | x             | x             | x             | x             | x               | x             | —             | —             | —             |               |
| jednotlivě*   | 10,           | 22,           | 36,43,        | 15,28,31,     | 21,17,19,33,35, | 46,           | —             | —             | —             |               |
|               |               |               |               |               |                 |               |               |               |               |               |
| Bouldering    | —             | —             | —             | x             | —               | x             | x             | x             | x             | x             |
| jednotlivě*   | —             | —             | —             | 17,33,17,     | —               | 23,44,        | 21,18,37,     | 9,27,         | 21,31,47,     | 41,           |
|               |               |               |               |               |                 |               |               |               |               |               |
| Kombinace     | —             | —             | —             | x             | —               | —             | —             | —             | —             | —             |

* poznámka: nalevo jsou poslední závody v roce
| Mistrovství Evropy | Mistrovství Evropy | Mistrovství Evropy | Mistrovství Evropy | Mistrovství Evropy |
| Rok                | 2008               | 2010               | 2013               | 2015               |
| ------------------ | ------------------ | ------------------ | ------------------ | ------------------ |
| Bouldering         | 3                  | 23-24              | 35-36              | 13                 |

| Mistrovství světa juniorů | Mistrovství světa juniorů | Mistrovství světa juniorů | Mistrovství světa juniorů | Mistrovství světa juniorů |
| Rok                       | 2005 kat. B               | 2006 kat. A               | 2008 juniorky             | 2009 juniorky             |
| ------------------------- | ------------------------- | ------------------------- | ------------------------- | ------------------------- |
| Obtížnost                 | 10                        | 13                        | 18-19                     | 13                        |

| Evropský pohár juniorů | Evropský pohár juniorů | Evropský pohár juniorů | Evropský pohár juniorů | Evropský pohár juniorů | Evropský pohár juniorů | Evropský pohár juniorů |
| Rok                    | 2004 kat. B            | 2005 kat. B            | 2006 kat. A            | 2007 kat. A            | 2008 juniorky          | 2009 juniorky          |
| ---------------------- | ---------------------- | ---------------------- | ---------------------- | ---------------------- | ---------------------- | ---------------------- |
| Obtížnost              |                        |                        |                        |                        | 6                      | 2                      |
| jednotlivě*            | 10,27,20,              | 7,,5,15,               | 11,6,18,               | ,,10,7,8,              | 4,5,9,9,-              | ,6,,5,-                |

- poznámka: nalevo jsou poslední závody v roce